# Britten-Norman Defender
Il Britten-Norman BN-2B Defender, a causa delle vicende societarie prodotto anche con la designazione Pilatus Britten-Norman BN-2B Defender, è un bimotore multiruolo ad ala alta da trasporto leggero progettato e prodotto dall'azienda britannica Britten-Norman Limited, già Pilatus Britten-Norman, dagli anni settanta.
Versione militare del BN-2A Islander è attualmente ancora in produzione nella sua più recente versione turboelica, il BN2T-4S - Defender 4000 Surveillance Aircraft.

## Versioni
BN-2B AEW Defender

BN-2B AEW/MR Defender

BN-2B ASW/ASV Maritime Defender
versione antinave dotata di radar, FLIR e, opzionali, 4 missili antinave leggeri.
BN-2B Security Defender
versione equipaggiata con sistemi di rilevazione ottici, termici ed altri sistemi ad acquisizione di immagine, predisposto per un armamento leggero.
BN2T-4S - Defender 4000 Surveillance Aircraft
versione multiruolo equipaggiata con motori turboelica Rolls-Royce 250.
MSSA
versione multiruolo destinata ad una varietà di compiti di sorveglianza aerea sviluppato in collaborazione con la Westinghouse Electronic Systems.

## Utilizzatori

### Governativi
Irlanda
- Garda Air Support Unit

2 BN2T-4S consegnati, gestiti dall'Aer Chór na hÉireann e vengono utilizzati dalle forze di polizia irlandesi.
 Malawi
- Forze di polizia.[6]

 Regno Unito
- Greater Manchester Police

### Militari

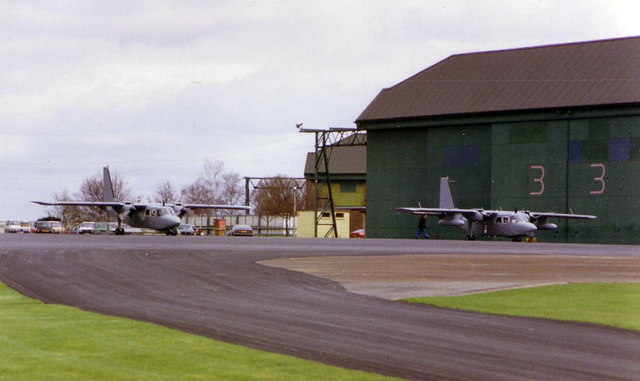
Due Defender 4000 dell'Army Air Corps presso la AAC Station Middle Wallop.

Belize
- Belize Defence Force Air Wing

2 BN-2B consegnati alla BDF nel 1981, uno perso in un incidente il 19 ottobre 1998.
 Botswana
- Botswana Defence Force Air Wing [6]

Dei 10 BN-2B-20 consegnati, al marzo 2017 è in servizio un solo esemplare.
 Birmania
- Tatmadaw Lei

4 BN-2T consegnati e tutti in servizio al dicembre 2016.
 Rep. Centrafricana
- Force Aérienne Centrafricaine

2 BN-2B consegnati, uno in servizio al febbraio 2018.
 Cipro
- Kypriaki Stratiotiki Aeroporia

1 BN-2A Islander consegnato ed in servizio al marzo 2023.
 Oman
- Al Quwwat al-Jawwiya al-Sultanya al-Omanya [2]

 Marocco
- Gendarmerie royale marocaine

 Mauritania
- Force aérienne de la République Islamique de Mauritanie [6]

 Regno Unito
- Army Air Corps

7 Islander AL1 consegnati tra il 1989 e il 1990, seguiti da due Defender AL1 nel 2004 e un nel 2005. 5 ulteriori Defender AL1 consegnati tra il 2007 e il 2011, più un Defender T3 che veniva utilizzato come aereo da addestramento. 8 AL2 ceduti alla RAF ad aprile 2019.
- Royal Air Force

8 AL2 ceduti dall'Army Air Corps ad aprile 2019. Sono stati tutti ritirati l'11 luglio 2021.